# Escandorgue
L’Escandorgue est un petit massif volcanique, situé dans le département de l'Hérault (Occitanie, France). Il constitue une longue échine nord-sud qui s'ancre au nord sur le causse du Larzac.

## Géographie

### Situation
L'Escandorgue sépare le bassin de la Lergue et du Salagou à l'est, du bassin de l'Orb à l'ouest. Il dépasse 850 m d'altitude au nord et avoisine les 400 m au sud. Il n'est peuplé que de petits villages ou hameaux.
La RD 35 franchit l'Escandorgue par le col de la Baraque de Bral, entre Lunas et Lodève, tandis que la RD 908 suit un moment son échine pour relier Bédarieux à Clermont-l'Hérault.

### Topographie et hydrologie

#### Principaux sommets
- Plateau de l'Escandorgue (851 mètres)
- Pioch Lachioux (849 mètres)

#### Rivières
- Gravezon
- Ruisseau du Mas de Mérou
- Ruisseau de Mélac
- Ruisseau de Nize
- Ruisseau de Sourian
- Ruisseau de Vasplongues
- Soulondre

### Géologie
La majeure partie de l'Escandorgue est constituée par des calcaires et des dolomies formés au cours de l'ère secondaire. Le volcanisme est apparu beaucoup plus tard, entre 2,5 et 1,5 million d'années. Durant cette période, de nombreux petits volcans stromboliens ont libéré des laves basaltiques qui ont rempli les anciennes vallées et recouvert le plateau.